# هانس سیسلارسیوک
هانس سیسلارسیوک (به آلمانی: Hans Cieslarczyk) (زاده ۳ مه ۱۹۳۷ – درگذشته ۱۰ ژوئن ۲۰۲۰) بازیکن فوتبال و مهاجم اهل آلمان بود که از سال ۱۹۵۷ میلادی عضو تیم ملی فوتبال آلمان بوده‌است. وی در ۷ بازی ملی حضور داشته است و آخرین بازی ملی خود را در سال ۱۹۵۸ میلادی انجام داد. هانس سیسلارسیوک در بازی‌های ملی‌اش ۳ گل به ثمر رساند.